# Nasbinals
Nasbinals est une commune française située dans le nord-ouest du département de la Lozère en région Occitanie. En languedocien, le village se nomme Las Binàs ([laj bi'nas] en API).
Exposée à un climat de montagne, elle est drainée par le Bès, le ruisseau le Gambaïse, la Peyrade, le ruisseau de Chambouliès, le ruisseau de la Cabre, le ruisseau de Nasbinals, le ruisseau de Place-Naltes, le ruisseau des Roustières, le ruisseau des Salhiens et par divers autres petits cours d'eau. Incluse dans le parc naturel régional de l'Aubrac, la commune possède un patrimoine naturel remarquable : un site Natura 2000 (le « plateau de l'Aubrac ») et douze zones naturelles d'intérêt écologique, faunistique et floristique.
Nasbinals est une commune rurale qui compte 576 habitants en 2022, après avoir connu un pic de population de 1 392 habitants en 1806.  Ses habitants sont appelés les Nasbinalais ou  Nasbinalaises.

## Géographie

### Localisation
Nasbinals est une commune de l'Aubrac située sur le plateau au pied du col d'Aubrac et à deux pas des lacs de l'Aubrac mais qui ne renie pas pour autant son attachement au Gévaudan.
Située à l'ouest du département de la Lozère, elle est limitrophe des départements de l'Aveyron et du Cantal.

### Communes limitrophes

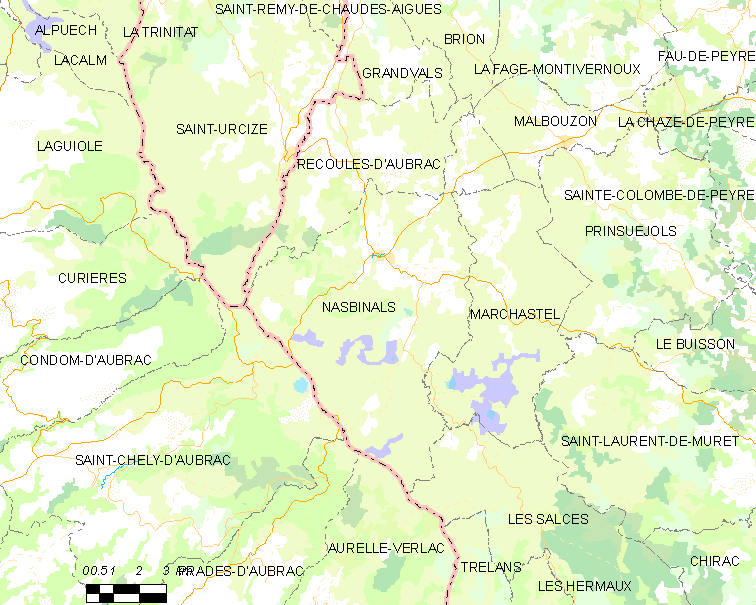
Carte de la commune de Nasbinals et des proches communes.

Les communes limitrophes sont Prades-d'Aubrac, Saint-Chély-d'Aubrac, Saint-Urcize, Recoules-d'Aubrac, Brion, Marchastel, Les Salces, Prinsuéjols-Malbouzon et Saint Geniez d'Olt et d'Aubrac.
| Recoules-d'Aubrac                                         | Brion (sur 200 m)                        | Prinsuéjols-Malbouzon |
| Saint-Urcize (Cantal)                                     | Nasbinals                                | Marchastel            |
| Saint-Chély-d'Aubrac (Aveyron), Prades-d'Aubrac (Aveyron) | Saint Geniez d'Olt et d'Aubrac (Aveyron) | Les Salces            |

### Géologie et relief
Sur le plan géologique, Nasbinals se trouve sur la limite entre les montagnes basaltiques (qui forment "l'épine dorsale" de l'Aubrac) à l'ouest et le socle granitique à l'est. Aux portes du village, vers le nord-ouest, se trouve le sommet basaltique de la Sentinelle (1 270 m) qui offre un panorama très intéressant sur tout l'Aubrac.

### Hydrographie
Le Bès, le Ruisseau de Chambouliès, le Ruisseau de Puech Palat sont les principaux cours d'eau parcourant la commune, qui recèle d'autres sites naturels qui valent le détour : la cascade du Déroc, le lac des Salhiens et le lac de Souveyrols.

### Climat
Pour des articles plus généraux, voir Climat de l'Occitanie et Climat de la Lozère.
En 2010, le climat de la commune est de type climat de montagne, selon une étude s'appuyant sur une série de données couvrant la période 1971-2000. En 2020, Météo-France publie une typologie des climats de la France métropolitaine dans laquelle la commune est exposée à un climat de montagne ou de marges de montagne et est dans la région climatique Sud-est du Massif Central, caractérisée par une pluviométrie annuelle de 1 000 à 1 500 mm, minimale en été, maximale en automne.
Pour la période 1971-2000, la température annuelle moyenne est de 7,2 °C, avec une amplitude thermique annuelle de 15,5 °C. Le cumul annuel moyen de précipitations est de 1 196 mm, avec 11 jours de précipitations en janvier et 7,4 jours en juillet. Pour la période 1991-2020, la température moyenne annuelle observée sur la station météorologique la plus proche, située sur la commune du Buisson à 15 km à vol d'oiseau, est de 8,0 °C et le cumul annuel moyen de précipitations est de 875,6 mm,. Pour l'avenir, les paramètres climatiques de la commune estimés pour 2050 selon différents scénarios d'émission de gaz à effet de serre sont consultables sur un site dédié publié par Météo-France en novembre 2022.

### Milieux naturels et biodiversité

#### Espaces protégés
La protection réglementaire est le mode d’intervention le plus fort pour préserver des espaces naturels remarquables et leur biodiversité associée,.
La commune fait également partie du parc naturel régional de l'Aubrac, créé par décret le 23 mai 2018 et occupant une superficie de 220 284 ha. Région rurale de moyenne montagne, l’Aubrac possède un patrimoine encore bien préservé. Son économie rurale, ses paysages, ses savoir-faire, son environnement et son patrimoine culturel reconnus n'en demeurent pas moins vulnérables et menacés et c'est à ce titre que cette zone a été protégée,.

#### Réseau Natura 2000

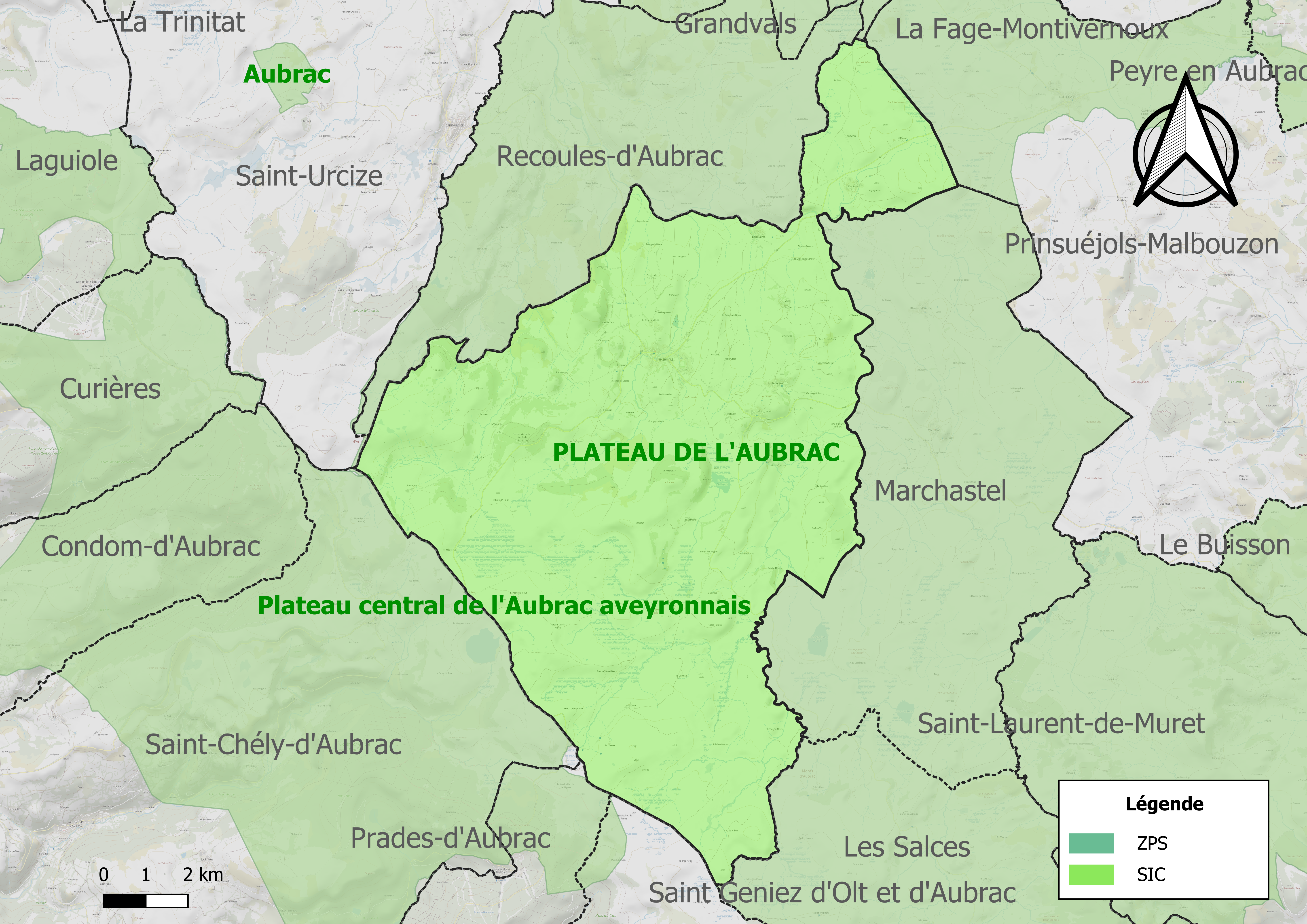
Site Natura 2000 sur le territoire communal.

Le réseau Natura 2000 est un réseau écologique européen de sites naturels d'intérêt écologique élaboré à partir des directives habitats et oiseaux, constitué de zones spéciales de conservation (ZSC) et de zones de protection spéciale (ZPS).
Un site Natura 2000 a été défini sur la commune au titre de la directive habitats : le « plateau de l'Aubrac », d'une superficie de 25 475 ha, un site comportant un grand nombre de tourbières abritant une flore très spécialisée : plantes carnivores, linaigrettes, et certaines espèces relictes des dernières glaciations comme la Ligulaire de Sibérie.

#### Zones naturelles d'intérêt écologique, faunistique et floristique
L’inventaire des zones naturelles d'intérêt écologique, faunistique et floristique (ZNIEFF) a pour objectif de réaliser une couverture des zones les plus intéressantes sur le plan écologique, essentiellement dans la perspective d’améliorer la connaissance du patrimoine naturel national et de fournir aux différents décideurs un outil d’aide à la prise en compte de l’environnement dans l’aménagement du territoire.
Neuf ZNIEFF de type 1 sont recensées sur la commune :
- le « lac des Salhiens » (62 ha)[17] ;
- le « lac et tourbière de Souveyrols » (48 ha)[18] ;
- le « plateau de l'Aubrac aveyronnais » (11 613 ha), couvrant 17 communes dont 11 dans l'Aveyron, quatre dans le Cantal et deux dans la Lozère[19] ;
- le « ruisseau de Nasbinals » (36 ha)[20] ;
- le « ruisseau de sagne Nègre » (140 ha)[21] ;
- la « sagne Satière » (44 ha), couvrant 2 communes du département[22] ;
- les « tourbières du ruisseau de Malramont » (217 ha), couvrant 2 communes du département[23] ;
- la « vallée du Bès et du Riomau » (4 381 ha), couvrant 11 communes dont quatre dans l'Aveyron, trois dans le Cantal et quatre dans la Lozère[24] ;
- les « zones humides du ruisseau de Place Naltes » (390 ha), couvrant 2 communes du département[25] ;

et trois ZNIEFF de type 2, : 
- le « plateau de l'Aubrac » (18 330 ha), couvrant 21 communes dont six dans l'Aveyron, dix dans le Cantal et cinq dans la Lozère[26] ;
- le « plateau de l'Aubrac lozérien » (28 285 ha), couvrant 18 communes dont une dans le Cantal et 17 dans la Lozère[27] ;
- le « versant occidental des Monts d'Aubrac » (32 040 ha), couvrant 24 communes dont 17 dans l'Aveyron, quatre dans le Cantal et trois dans la Lozère[28].

Cartes des ZNIEFF de type 1 et 2 à Nasbinals.
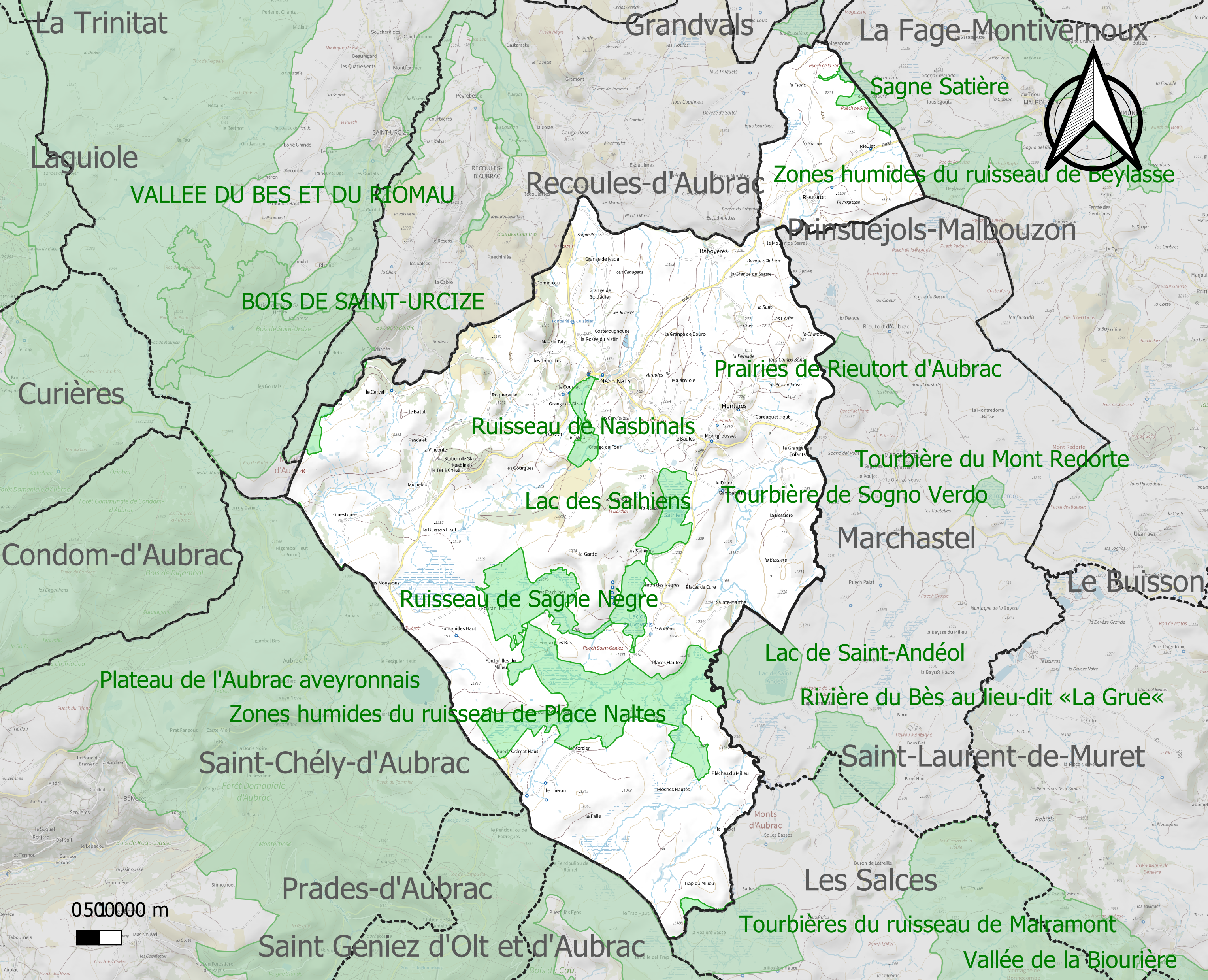
Carte des ZNIEFF de type 1 sur la commune.
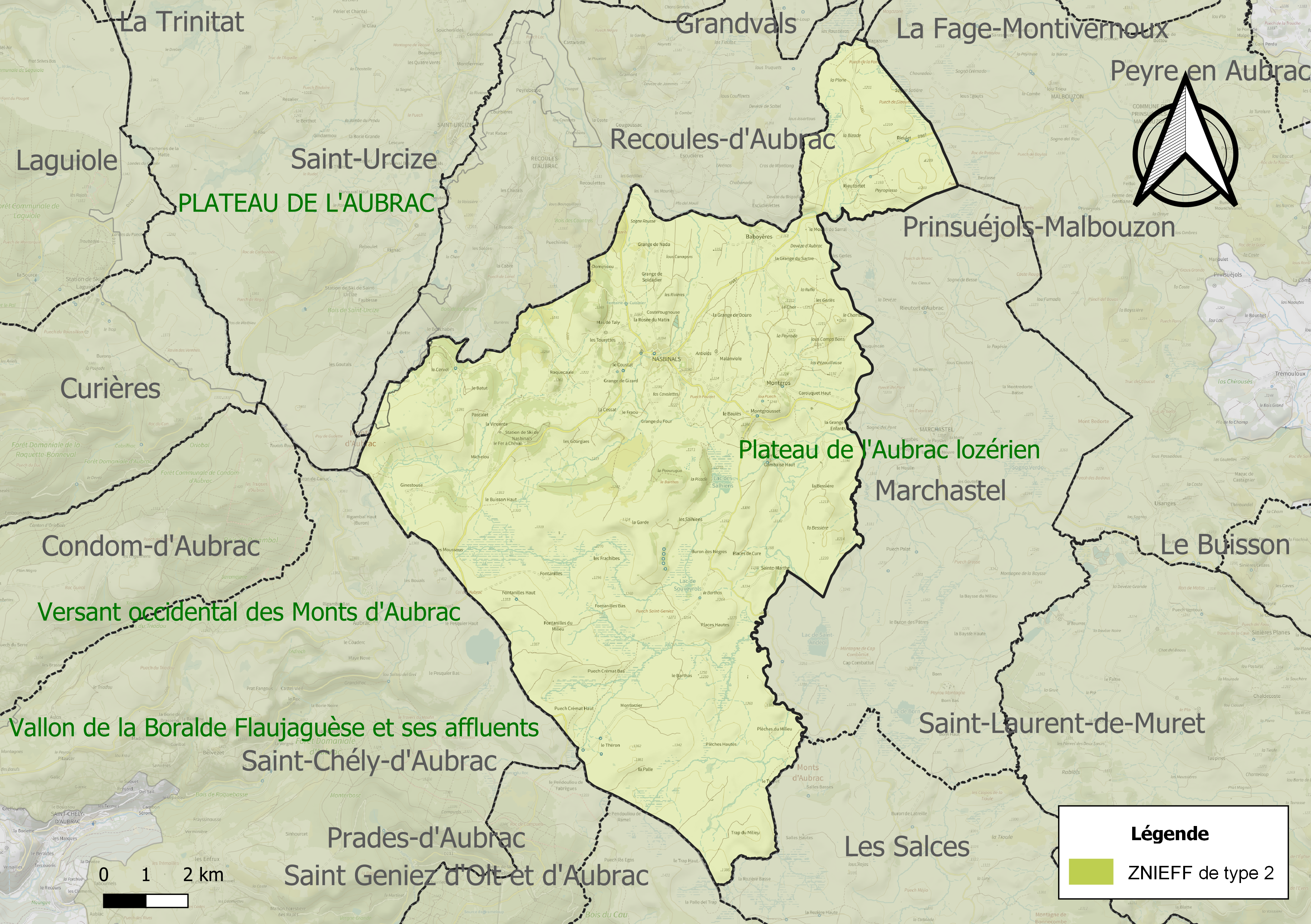
Carte des ZNIEFF de type 2 sur la commune.

## Urbanisme

### Typologie
Au 1er janvier 2024, Nasbinals est catégorisée commune rurale à habitat dispersé, selon la nouvelle grille communale de densité à sept niveaux définie par l'Insee en 2022.
Elle est située hors unité urbaine et hors attraction des villes,.

### Occupation des sols
L'occupation des sols de la commune, telle qu'elle ressort de la base de données européenne d’occupation biophysique des sols Corine Land Cover (CLC), est marquée par l'importance des forêts et milieux semi-naturels (74,1 % en 2018), en diminution par rapport à 1990 (74,9 %). La répartition détaillée en 2018 est la suivante : 
milieux à végétation arbustive et/ou herbacée (69,5 %), prairies (22,2 %), forêts (4,6 %), zones humides intérieures (3,1 %), zones urbanisées (0,6 %). L'évolution de l’occupation des sols de la commune et de ses infrastructures peut être observée sur les différentes représentations cartographiques du territoire : la carte de Cassini (XVIIIe siècle), la carte d'état-major (1820-1866) et les cartes ou photos aériennes de l'IGN pour la période actuelle (1950 à aujourd'hui).

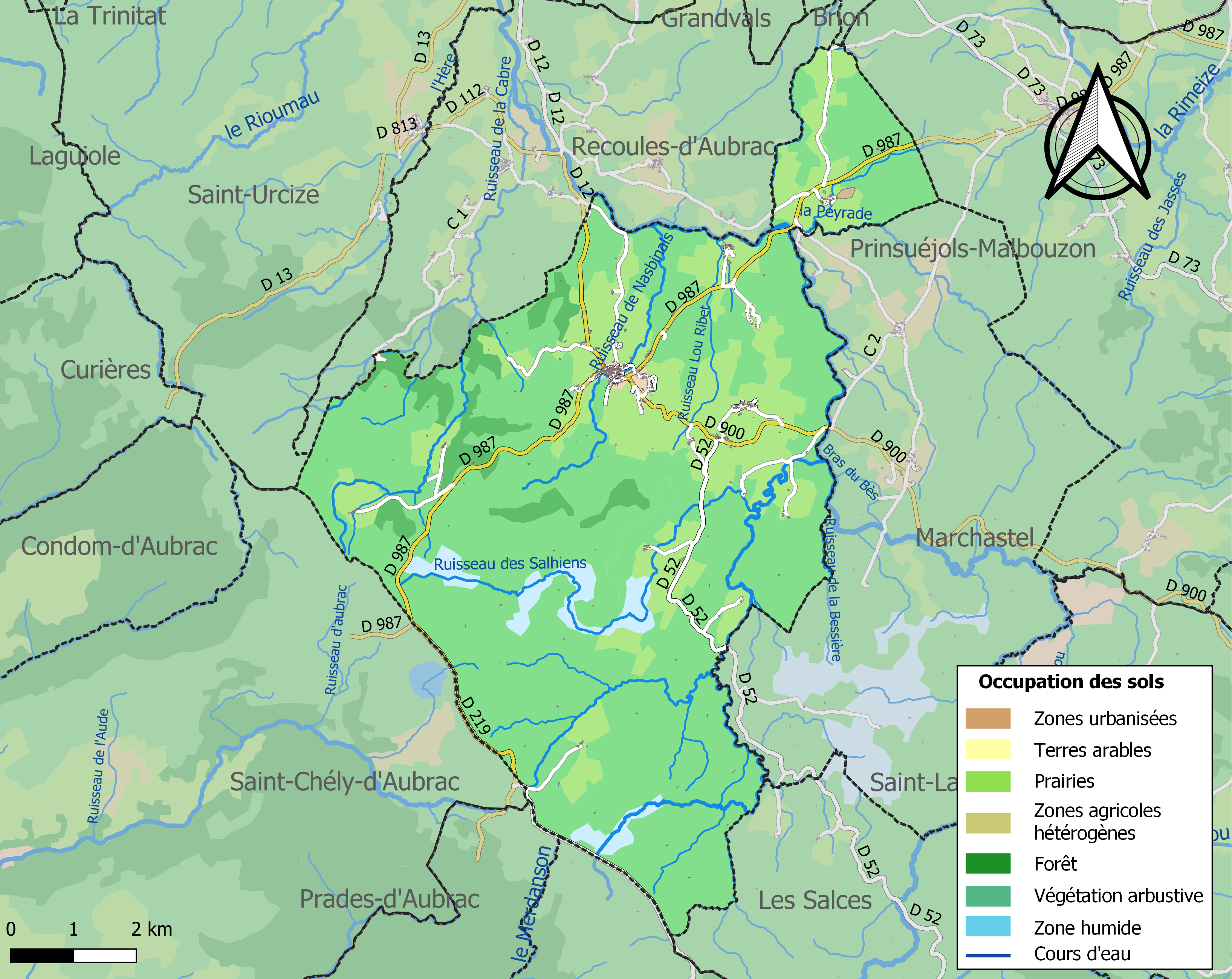
Carte des infrastructures et de l'occupation des sols de la commune en 2018 (CLC).

### Risques majeurs
Le territoire de la commune de Nasbinals est vulnérable à différents aléas naturels : météorologiques (tempête, orage, neige, grand froid, canicule ou sécheresse), feux de forêts, mouvements de terrains et séisme (sismicité faible). Il est également exposé à un risque particulier : le risque de radon. Un site publié par le BRGM permet d'évaluer simplement et rapidement les risques d'un bien localisé soit par son adresse soit par le numéro de sa parcelle.

#### Risques naturels
Nasbinals est exposée au risque de feu de forêt. Un plan départemental de protection des forêts contre les incendies (PDPFCI) a été approuvé en décembre 2014 pour la période 2014-2023. Les mesures individuelles de prévention contre les incendies sont précisées par divers arrêtés préfectoraux et s’appliquent dans les zones exposées aux incendies de forêt et à moins de 200 mètres de celles-ci. L’arrêté du 23 mars 2018, complété par un arrêté de 2020, réglemente l'emploi du feu en interdisant notamment d’apporter du feu, de fumer et de jeter des mégots de cigarette dans les espaces sensibles et sur les voies qui les traversent sous peine de sanctions. L'arrêté du 23 août 2021, abrogeant un arrêté de 2002, rend le débroussaillement obligatoire, incombant au propriétaire ou ayant droit,,.

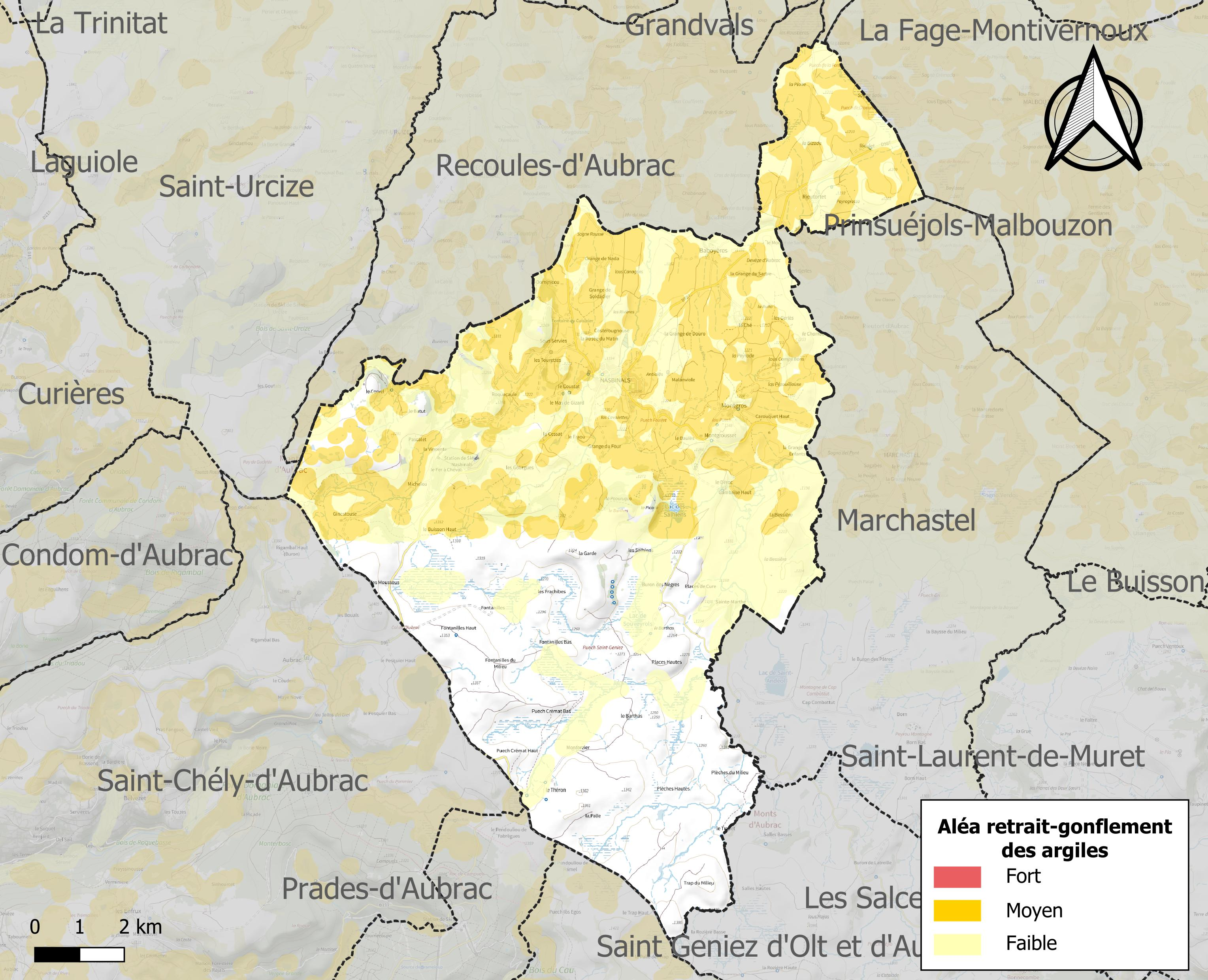
Carte des zones d'aléa retrait-gonflement des sols argileux de Nasbinals.

Les mouvements de terrains susceptibles de se produire sur la commune sont des tassements différentiels.
Le retrait-gonflement des sols argileux est susceptible d'engendrer des dommages importants aux bâtiments en cas d’alternance de périodes de sécheresse et de pluie. 33 % de la superficie communale est en aléa moyen ou fort (15,8 % au niveau départemental et 48,5 % au niveau national). Sur les 360 bâtiments dénombrés sur la commune en 2019,  160 sont en aléa moyen ou fort, soit 44 %, à comparer aux 14 % au niveau départemental et 54 % au niveau national. Une cartographie de l'exposition du territoire national au retrait gonflement des sols argileux est disponible sur le site du BRGM,.
Par ailleurs, afin de mieux appréhender le risque d’affaissement de terrain, l'inventaire national des cavités souterraines permet de localiser celles situées sur la commune.
La commune a été reconnue en état de catastrophe naturelle au titre des dommages causés par les inondations et coulées de boue survenues en 1982, 1994 et 2003. 

#### Risque particulier
Dans plusieurs parties du territoire national, le radon, accumulé dans certains logements ou autres locaux, peut constituer une source significative d’exposition de la population aux rayonnements ionisants. Certaines communes du département sont concernées par le risque radon à un niveau plus ou moins élevé. Selon la classification de 2018, la commune de Nasbinals est classée en zone 3, à savoir zone à potentiel radon significatif.

## Toponymie
Le nom languedocien, "Las Binals" signifierait "champs de navets".

## Histoire

### Antiquité
Nasbinals fait partie de l'Aubrac antique : le mont-Hélarius ou mont-Hélanus était placé en pays gabale.
Sous la domination romaine, le site actuel de Puech-Crémat-Bas, sur le territoire de la commune de Nasbinals, aurait été, en l'état actuel des connaissances, celui d'Ad Silanum, mansio ou mutatio sur la voie romaine de Lugdunum (Lyon) à Divona (Cahors) d'où partent deux embranchements vers Tolosa (Toulouse) et Burdigala (Bordeaux).

### Moyen Âge
L'origine de Nasbinals remonterait au VIIIe siècle. Au XIe siècle un prieuré autour de l'église témoigne d'une communauté villageoise.

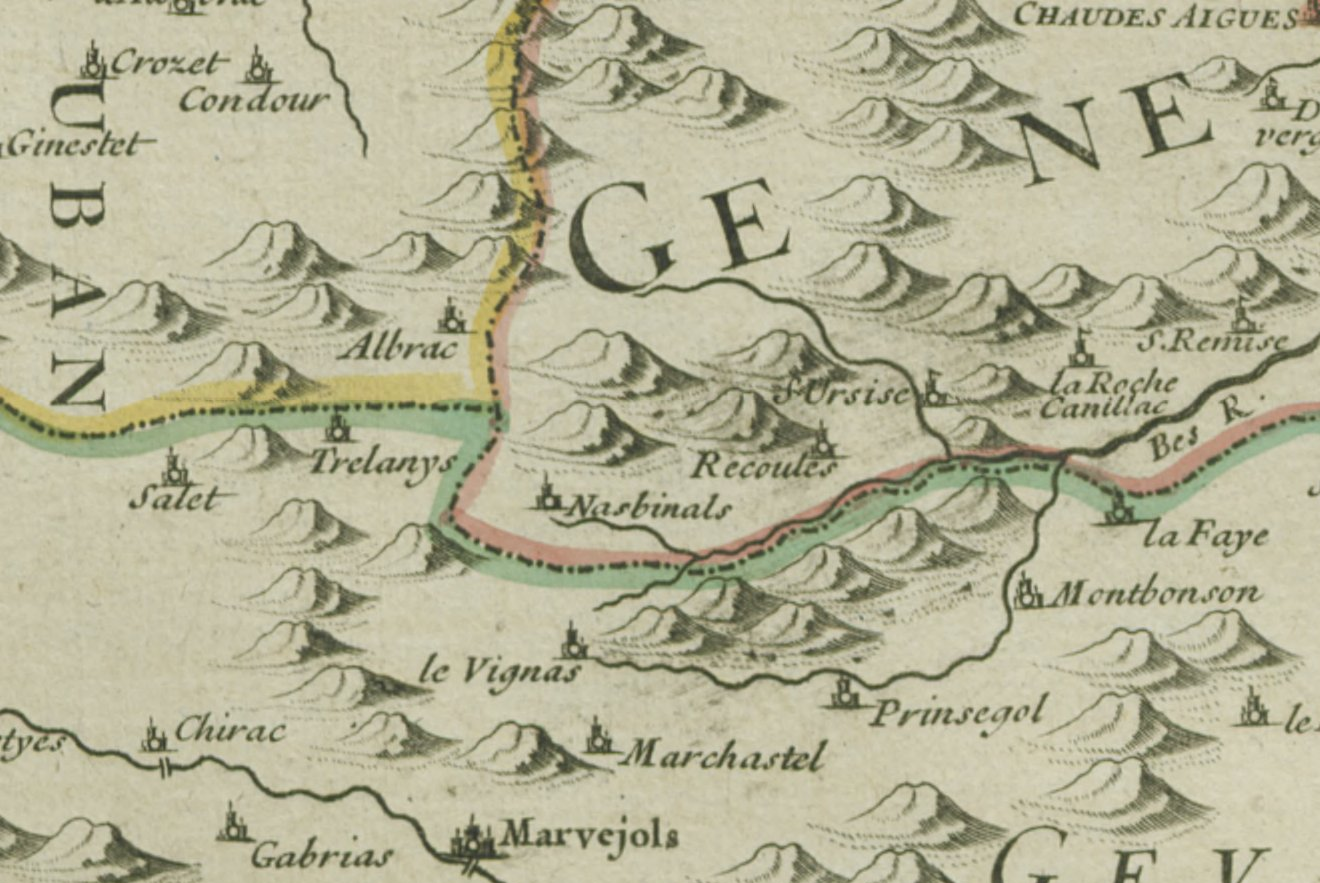
Nasbinals au XVIIIe siècle.

En 1074, Robert de Saint Urcize et Bertrand son frère donnent l'église de Nasbinals et le village aux moines de Saint-Victor de Marseille. Cette robuste église romane de style auvergnat devint un de leurs prieurés. Placée sous le patronage de la Vierge, Sainte-Marie de Nasbinals offrait un sûr abri avant le franchissement, périlleux par mauvais temps, du plateau d'Aubrac.
Entre sa fondation au XIe siècle et celle de la domerie d'Aubrac au seuil du XIIe, le rôle de cette maison fut absolument essentiel ; le prieuré victorin suivant était, l'obstacle franchi, celui de Saint-Chély-d’Aubrac.
En 1135, le prieuré est rattaché à la domerie d'Aubrac, et ce, jusqu'à la Révolution.

### Période contemporaine
Le plateau de l'Aubrac accueillit à partir de 1940 un grand nombre de clandestins. Le maquis, implanté au sud de Nasbinals, abrita même à partir d'avril 1943 une dizaine d'Allemands et d'Autrichiens, ex-combattants des Brigades internationales menés par Otto Kühne, un ancien député communiste. L'intégration des Allemands au sein de la Résistance n'allait pas de soi. Mais, en 1944, ce groupe se fondit dans le maquis Bir-Hakeim. Otto Kühne et les 2 000 FTP sous ses ordres furent durement réprimés par la Wehrmacht dans les Cévennes.

## Politique et administration
| Période                                  | Période  | Identité        | Étiquette    | Qualité                                               |
| ---------------------------------------- | -------- | --------------- | ------------ | ----------------------------------------------------- |
| Les données manquantes sont à compléter. |          |                 |              |                                                       |
| 1925                                     | 1944     | Jean Remize     |              |                                                       |
| 1953                                     | 1967     | Jean Remize     |              |                                                       |
| 1969                                     | 1977     | André Aldebert  | DVD          | Conseiller général du canton de Nasbinals (1967-1996) |
| 1977                                     | 1989     | Pierre Roux     | RPR          | Commerçant                                            |
| 1989                                     | 2008     | Pierre Aldebert | DVD          | Conseiller général du canton de Nasbinals (1996-2011) |
| 2008                                     | En cours | Bernard Bastide | UMP puis DVD | conseiller régional                                   |

## Population et société

### Démographie

#### Évolution démographique
L'évolution du nombre d'habitants est connue à travers les recensements de la population effectués dans la commune depuis 1793. Pour les communes de moins de 10 000 habitants, une enquête de recensement portant sur toute la population est réalisée tous les cinq ans, les populations de référence des années intermédiaires étant quant à elles estimées par interpolation ou extrapolation. Pour la commune, le premier recensement exhaustif entrant dans le cadre du nouveau dispositif a été réalisé en 2004.

En 2022, la commune comptait 576 habitants, en évolution de +13,16 % par rapport à 2016 (Lozère : +0,11 %, France hors Mayotte : +2,11 %).
| 1793  | 1800 | 1806  | 1821 | 1831  | 1836  | 1841  | 1846  | 1851  |
| ----- | ---- | ----- | ---- | ----- | ----- | ----- | ----- | ----- |
| 1 250 | 856  | 1 392 | 974  | 1 214 | 1 146 | 1 022 | 1 105 | 1 158 |

| 1856  | 1861  | 1866  | 1872  | 1876  | 1881  | 1886  | 1891  | 1896  |
| ----- | ----- | ----- | ----- | ----- | ----- | ----- | ----- | ----- |
| 1 158 | 1 227 | 1 156 | 1 181 | 1 214 | 1 255 | 1 387 | 1 322 | 1 291 |

| 1901  | 1906  | 1911  | 1921  | 1926  | 1931  | 1936  | 1946 | 1954 |
| ----- | ----- | ----- | ----- | ----- | ----- | ----- | ---- | ---- |
| 1 215 | 1 144 | 1 117 | 1 133 | 1 081 | 1 124 | 1 011 | 917  | 803  |

| 1962 | 1968 | 1975 | 1982 | 1990 | 1999 | 2004 | 2006 | 2009 |
| ---- | ---- | ---- | ---- | ---- | ---- | ---- | ---- | ---- |
| 725  | 713  | 636  | 606  | 503  | 504  | 502  | 519  | 498  |

| 2014 | 2019 | 2022 | - | - | - | - | - | - |
| ---- | ---- | ---- | - | - | - | - | - | - |
| 513  | 557  | 576  | - | - | - | - | - | - |

#### Pyramide des âges
La population de la commune est relativement âgée.
En 2018, le taux de personnes d'un âge inférieur à 30 ans s'élève à 25,7 %, soit en dessous de la moyenne départementale (29,7 %). À l'inverse, le taux de personnes d'âge supérieur à 60 ans est de 40,6 % la même année, alors qu'il est de 32,5 % au niveau départemental.
En 2018, la commune comptait 264 hommes pour 278 femmes, soit un taux de 51,29 % de femmes, légèrement supérieur au taux départemental (50,04 %).
Les pyramides des âges de la commune et du département s'établissent comme suit.
| Hommes | Classe d’âge | Femmes |
| ------ | ------------ | ------ |
| 1,9    | 90 ou +      | 4,3    |
| 12,2   | 75-89 ans    | 14,8   |
| 24,0   | 60-74 ans    | 23,7   |
| 20,6   | 45-59 ans    | 22,7   |
| 14,7   | 30-44 ans    | 9,8    |
| 13,3   | 15-29 ans    | 13,6   |
| 13,3   | 0-14 ans     | 11,2   |

| Hommes | Classe d’âge | Femmes |
| ------ | ------------ | ------ |
| 1      | 90 ou +      | 2,8    |
| 9,1    | 75-89 ans    | 11,8   |
| 21,6   | 60-74 ans    | 21,1   |
| 21,5   | 45-59 ans    | 20,2   |
| 16,3   | 30-44 ans    | 15,9   |
| 15,5   | 15-29 ans    | 13,6   |
| 15     | 0-14 ans     | 14,6   |

## Économie

### Revenus
En 2018, la commune compte 195 ménages fiscaux, regroupant 416 personnes. La médiane du revenu disponible par unité de consommation est de 21 010 € (20 420 € dans le département).

### Emploi
|                | 2008  | 2013  | 2018  |
| -------------- | ----- | ----- | ----- |
| Commune        | 2,9 % | 4,8 % | 4,9 % |
| Département    | 5 %   | 6,4 % | 7,1 % |
| France entière | 8,3 % | 10 %  | 10 %  |

En 2018, la population âgée de 15 à 64 ans s'élève à 295 personnes, parmi lesquelles on compte 79,6 % d'actifs (74,7 % ayant un emploi et 4,9 % de chômeurs) et 20,4 % d'inactifs,. Depuis 2008, le taux de chômage communal (au sens du recensement) des 15-64 ans est inférieur à celui de la France et du département.
La commune est hors attraction des villes,. Elle compte 226 emplois en 2018, contre 240 en 2013 et 236 en 2008. Le nombre d'actifs ayant un emploi résidant dans la commune est de 233, soit un indicateur de concentration d'emploi de 96,8 % et un taux d'activité parmi les 15 ans ou plus de 52 %.
Sur ces 233 actifs de 15 ans ou plus ayant un emploi, 150 travaillent dans la commune, soit 64 % des habitants. Pour se rendre au travail, 51,2 % des habitants utilisent un véhicule personnel ou de fonction à quatre roues, 0,8 % les transports en commun, 21,3 % s'y rendent en deux-roues, à vélo ou à pied et 26,7 % n'ont pas besoin de transport (travail au domicile).

### Commerce et artisanat
La commune compte de nombreux commerces : taxi, autocariste, boulangerie, cafés-restaurants, charcuterie, épiceries, pharmacie, matériel agricole, location de vélos…

### Tourisme

#### Ville étape des randonneurs
La commune constitue une étape de la via Podiensis (GR 65) menant à Saint-Jacques-de-Compostelle.
Le village se situe également sur le Chemin Urbain V dont il fut le point de départ jusqu'en 2023. Ce sentier de grande randonnée (GR) se dirige vers Avignon via Mende, Florac, Anduze, Lézan et Uzès.
En outre, le Chemin de Saint-Guilhem menant d'Aumont-Aubrac à Saint-Guilhem-le-Désert emprunte localement le tracé de la via Podiensis avant de se séparer de la voie jacquaire.
Il en est de même du sentier de grande randonnée de pays Tour des Monts d'Aubrac pour lequel Nasbinals constitue une étape sur l'une de ses variantes.
La commune compte de nombreux gîtes et chambres d'hôtels et dispose d'un camping ainsi que d'un gîte communal pour accueillir pèlerins et randonneurs. Leur fréquentation participe fortement au maintien de l'économie locale.

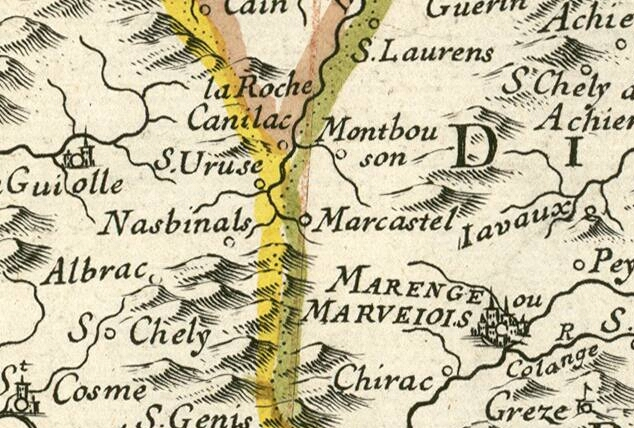
Nasbinals au XVIIe siècle.
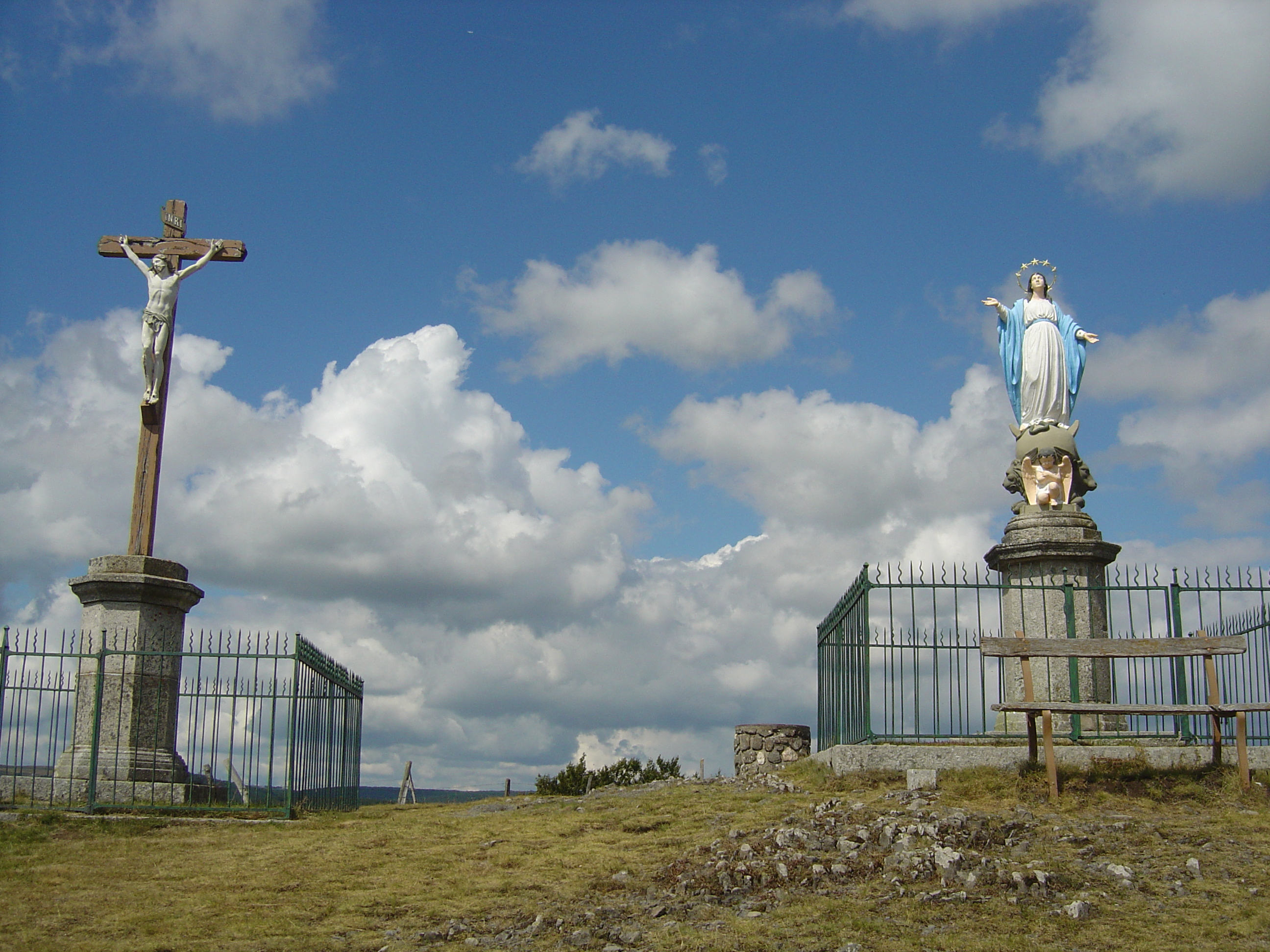
Notre-Dame-de-la-Sentinelle.
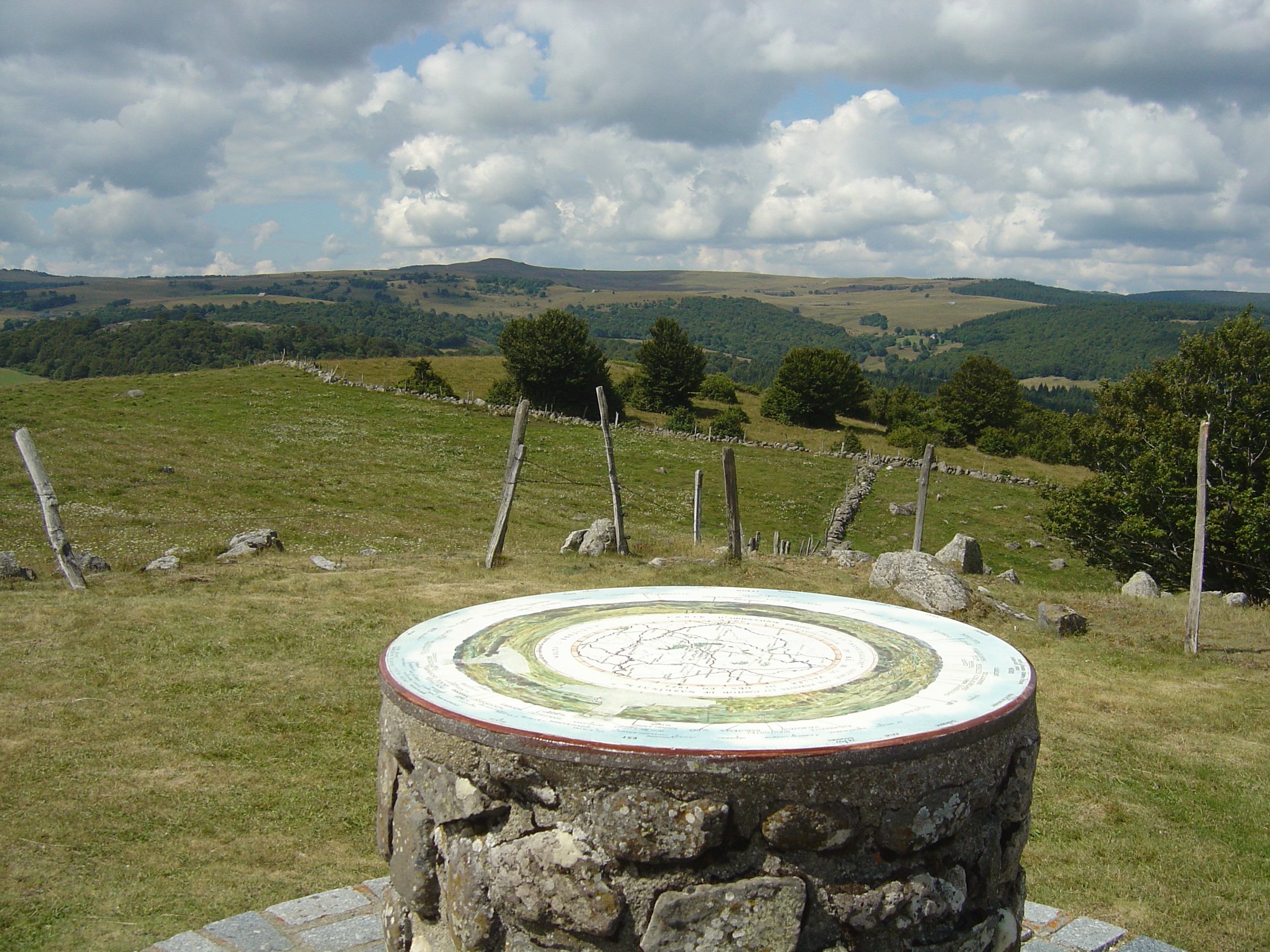
Table d'orientation de Notre-Dame-de-la-Sentinelle.

## Vie locale

### Enseignement
Le village possède une école primaire publique ainsi qu’une école privée. Elles accueillent les élèves du canton. Les collèges et lycées les plus proches sont à Marvejols. Ils se situent en moyenne à 25 km et sont desservis quotidiennement par les bus scolaires.

### Équipements
Nasbinals possède une bibliothèque municipale qui est située dans la salle du Foyer Rural de l'Aubrac lozérien à la maison Charrier. La commune a aussi une salle des fêtes.

### Associations
La vie locale est animée par plusieurs associations. Le Foyer Rural de l’Aubrac Lozèrien (FRAL), le comité des fêtes et diverses associations. Par ailleurs l’ensemble des commerçants et des habitants sont investis dans la vie du village.

### Santé
L’accès aux soins est aussi assuré localement : médecin, kinésithérapeute, infirmière, maison de retraite, ostéopathe, sapeurs-pompiers.

### Sport

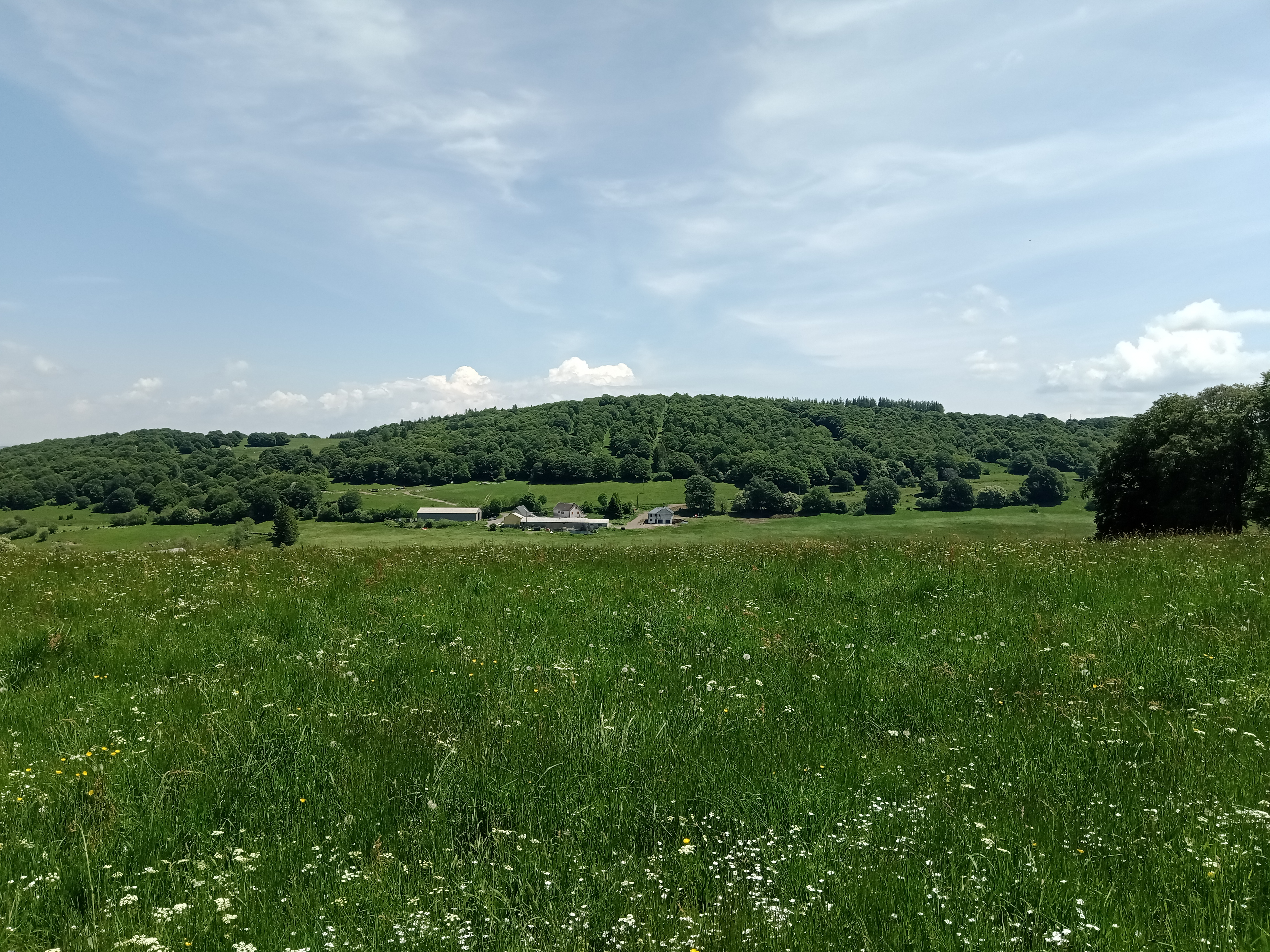
La station de ski vue en été depuis la Via Podiensis au nord-ouest.

Le site du Fer à cheval, situé à 1 200 m d'altitude, permet été comme hiver la pratique des sports nature.
En été, il propose des parcours accrobranche, VTT, et permet la pratique du paintball.
En hiver, il donne accès à trois pistes de ski alpin, trois pistes de ski de fond et trois pistes de raquettes et permet de pratiquer le ski de randonnée nordique.
La station fait partie de l’Espace Aubrac, qui regroupe 5 Station de sports d'hiver en Aubrac.
Depuis plusieurs années les traileurs se donnent aussi rendez-vous  fin juin à Nasbinals. Plusieurs parcours de 10 à 50 km sont proposés avec de magnifiques paysages à travers l’Aubrac.
Nasbinals possède de nombreux chemins permettant des randonnées à pied, à cheval (centre équestre), en vtt ou vélo de route.

## Culture locale et patrimoine

### Lieux et monuments
- Église Saint-Alphonse de Rieutortet.

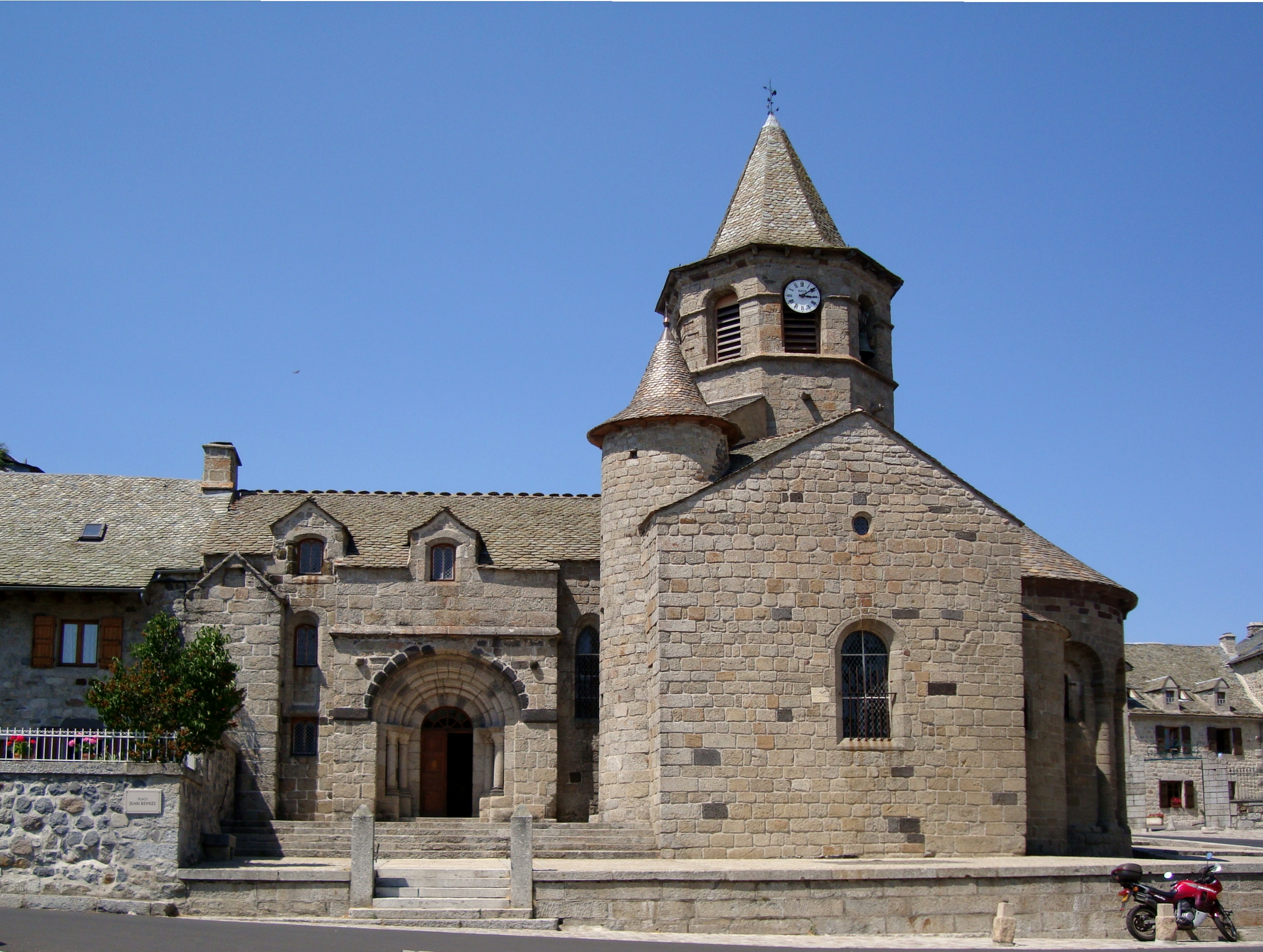
L'église de Nasbinals.

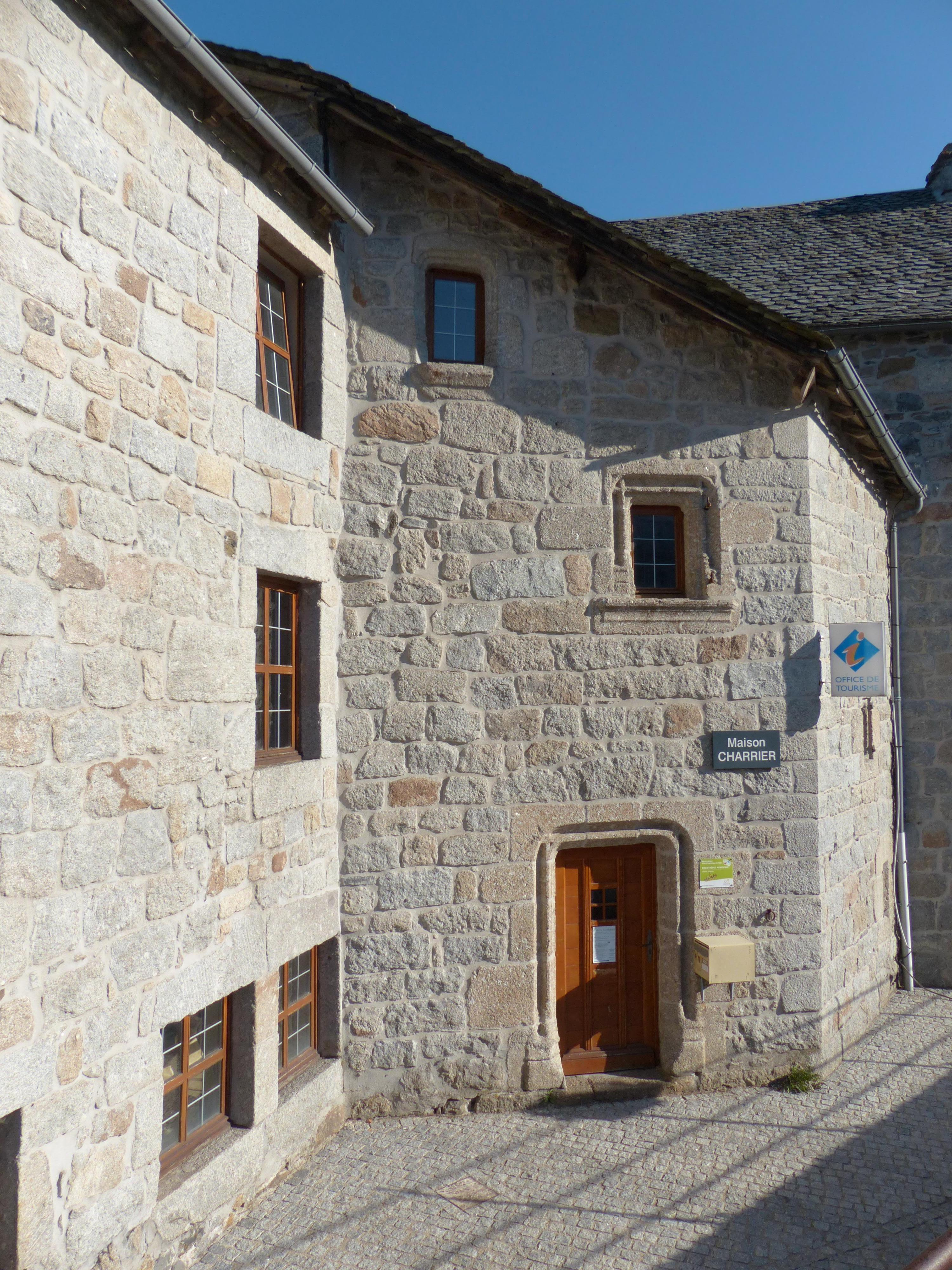
Maison Charrier.

#### Église Sainte-Marie
Typiquement dans le style du roman auvergnat, l'église romane a été construite aux XIe et XIIe siècle, puis remaniée au XIVe, en granite "de la Margeride" (gros feldspaths bien visibles = dents de cheval) avec quelques éléments de basalte et de tuf volcanique, sous ses toits de schiste.
Elle développe un plan harmonieux de nef unique, compris par un transept sur lequel se greffe l'abside principale précédée d'une travée droite et de deux absidioles.
Le clocher octogonal coiffe la croisée. À l'intérieur, la coupole couvre la croisée délimitée par quatre fortes arcades doublées que supportent des colonnes massives.
Le pourtour polygonal de l'abside est enjolivé d'une galerie de petites arcatures en plein cintre. Voûtes en berceau, sauf pour la nef, refaite en ogives à l'époque gothique. Un christ du XVIe siècle et du mobilier polychrome du XVIIIe.
Le portail, à double voussure en plein cintre, s'ouvre au midi sur la place du village : trois de ces chapiteaux sont sculptés de feuillage, le quatrième, remarquable, présente le combat d'un sagittaire et d'un lancier.
Elle dépendait d’une fondation monastique de Saint-Victor de Marseille. L'édifice a été classé au titre des monuments historiques en 1921.

#### Maison Charrier
Maison familiale de Marc-Antoine Charrier, elle est aujourd'hui occupée par l'Office du tourisme et divers services communaux. Elle se trouve au sud de l'église, près du pont sur le ruisseau de Nasbinals, affluent du Bès.

### Tradition culinaire du thé d'Aubrac
La cueillette du calament à grandes fleurs est traditionnelle à Nasbinals. Séché, il est utilisé en infusions et surnommé le thé d'Aubrac.
Des producteurs de thé d'Aubrac, regroupés en association, ont ouvert une boutique à Nasbinals qui propose leur production.

### Événements
Le film La Trève, sorti en 1973, « a été réalisé (par Jean Cosmos) avec l'aimable collaboration des habitants de Nasbinals » : à la toute fin de l'histoire, le soir de Noël, le héros rencontre un joyeux groupe d'enfants devant l'église et leur demande en occitan l'adresse de celui dont il a décidé de se venger.
Nasbinals a accueilli en 2015 la neuvième rencontre internationale des utilisateurs de ConTeXt.

### Personnalités liées à la commune
- Pierre Brioude, dit Pierrounet, né en 1832 et mort en 1907. Rebouteux (c'est-à-dire guérisseur) qui contribua à la renommée nationale et même internationale de Nasbinals. Après avoir développé son talent et sa connaissance des corps auprès des animaux, il s'essaye sur ses semblables et ses succès impressionnent ses contemporains puisque des malades du monde entier viennent le consulter. Une statue en bronze et pierre, œuvre du sculpteur millavois Joseph Malet, est érigée en son honneur en 1909 près de l'église. Elle se trouve actuellement place du Foirail[46].
- Marc-Antoine Charrier (1755-1793), notaire et élu du Tiers état lors de la Révolution française, organisateur de la résistance contre-révolutionnaire en Aubrac et Gévaudan.
- Barthélémy Prunières (1828-1893), né à Nasbinals, médecin, préhistorien, paléontologue considéré comme le père de la paléopathologie. À beaucoup travaillé sur les sites préhistoriques des Causses[47].
- Pierre-Louis Valette (1756-1827) : né à Nasbinals, avocat, magistrat et député de la Lozère.

### Héraldique
| Nasbinals | Le blasonnement de Nasbinals est : d'argent à l'aigle de sable au chef de gueules chargé d'une croix de Malte d'argent, accosté de deux coquilles Saint-Jacques d'or. |